# Ucraina ai XVII Giochi olimpici invernali
L'Ucraina partecipò ai XVII Giochi olimpici invernali, svoltisi a Lillehammer, Norvegia, dal 12 al 27 febbraio 1994, con una delegazione di 37 atleti impegnati in dieci discipline.